# کریسی رابرتس
کریسی رابرتس (انگلیسی: Chrissy Roberts؛ زادهٔ ۲۵ دسامبر ۱۹۷۵) بازیکن و سرمربی (بسکتبال) اهل ایالات متحده آمریکا است.